# Cinema collage
El cinema collage o cinema de re-apropiació és un estil de cinema basat en la juxtaposició de material d'arxiu de diferents fonts i estils. Aquest terme també ha estat utilitzat per anomenar el collage físic de materials creats dins de la pròpia cinta de la pel·lícula fotogràfica.

## Arrels surrealistes del cinema collage
El cinema collage està altament influenciat per un moviment cinematogràfic com el surrealisme. L'any 1936, Joseph Cornell va produir una de les primeres pel·lícules de cinema collage amb el re-assemblatge de East of Borneo (1931). Consistia en la combinació de fragments d'altres pel·lícules, creant, així, un nou resultat completament diferent que va titular Rose Hobart, nom de l'actriu americana nascuda el 1906 (Rose Hobart).
Quan Salvador Dalí va veure el film va entrar en un estat de còlera, afirmant que Cornell havia plagiat la seva idea inspirant-se en la seva obra i la seva ideologia. Malgrat la seva acusació, es va comprovar que ja s'havien fet pel·lícules collage d'aquest estil. Dotze anys abans Adrián Brunel havia realitzat Crossing the Great Sagrada (1924) i Henri Storck Story of the Unknown soldier (Histoire du soldat inconnu) (1932.)
La idea de combinar films de diferents arxius i tipologies es pot relacionar amb l'artista surrealista André Breton, que a la ciutat de Nantes i acompanyat del seu amic Jacques Vaché, es movien de cinema en cinema sense quedar-se a veure els films complets. D'aquesta manera, es creava un tipus de discontinuïtat entre obra i obra i, alhora, aconseguien fusionar-les totes.

## Renaixement del cinema collage
El renaixement del cinema collage s'atribueix a la pel·lícula A Movie (1958), de Bruce Conner, una obra que barreja pel·lícules utilitzant un muntatge dialèctic. Una de les seqüències més famoses està feta de clips aleatoris i ens mostra: "un capità d'un submarí que sembla veure una dona lleugera de roba a través del seu periscopi i respon disparant un torpede que produeix una explosió nuclear que causa enormes ones muntades per surfistes." Conner va continuar produint films com Report i Take the 5.10 to Dreamland, entre d'altres.
A la dècada dels seixanta el cineasta Arthur Lipsett treballava al National Film Board of Canada (NFB), i va fer Very Nice, Very Nice (1961), una pel·lícula muntada a partir de material d'arxiu que va ser nominada a un premi Oscar. Posteriorment va fer pel·lícules com 21-87 (1963), formada pel material cinematogràfic que havia descartat per fer l'edició de la seva primera pel·lícula. Arthur Lipsett es va convertir en un gran referent per directors com Stanley Kubrick i George Lucas.

## Exemples recents
Un altre notable cineasta amb obres de cinema collage és Craig Baldwin, director de films com Spectors of the Spectrum, Tribulation 99 i ¡O No Coronado!. Bill Morrisson també va utilitzar arxius cinematogràfics perduts i abandonats en arxius filmogràfics de la seva obra Decasia (2002). Una pel·lícula amb un estil semblant a la tècnica de la re-apropiació i el collage és Lyrical Nitrate (1991), de Peter Delpeut.
La tècnica també va ser utilitzada a e The Memories of Angels (2008), una oda visual de Mont-real formada per "fotografies disponibles per a films" de més de 120 pel·lícules dels anys 1950s i 1960s de la col·lecció de NFB. Terence Davies utilitza una tècnica similar per crear Of Time and the City, recordant la seva infància a Liverpool durant els anys 1950 i 1960. D'aquesta manera, recull material de noticiaris i documentals que posteriorment apareixen comentats per ell mateix i afegint-hi una banda sonora de música clàssica i contemporània.

## Comèdies
Alguns dels primers collages surrealistes van ser treballs de caràcter humorístic. Aquesta tradició d'utilitzar arxius amb un propòsit còmic es por relacionar, per exemple a un film de Woody Allen com pot ser Què passa, Lliri Tigrat? (títol original en anglès What's Up, Tiger Lily?) en el qual es fa una versió totalment reeditada de la pel·lícula japonesa de Senkichi Taniguchi. A aquesta filmació, se li afegeix veu en off amb diàlegs de caràcter còmic. També cal mencionar la comèdia de Carl Reiner (1982) Dead Men Don't Wear Plaid, la qual està formada per aproximadament fragments de 24 pel·lícules del gènere film noir i pel·lícules de Steve Martin.